# Gao Feng (judoka)
Gao Feng (高峰S, Gāo FēngP; Liaoning, 2 febbraio 1982) è un'ex judoka cinese, vincitrice della medaglia di bronzo nella categoria fino a 48 kg ai Giochi olimpici di Atene 2004, conquistata passando attraverso il tabellone dei ripescaggi e battendo nella finale per la medaglia Alina Alexandra Dumitru.

## Palmarès
- Giochi olimpici

Atene 2004: bronzo nei 48 kg.
- Giochi asiatici

Doha 2006: oro nei 48kg.